# Octodon lunatus
Octodon lunatus е вид бозайник от семейство Лъжливи плъхове (Octodontidae). Видът е почти застрашен от изчезване.

## Разпространение
Разпространен е в Чили.